# UCI America Tour 2011
L'UCI America Tour 2011 fu la settima edizione dell'UCI America Tour, uno dei cinque circuiti continentali di ciclismo dell'Unione Ciclistica Internazionale. Era composto da trentasei corse, poi ridotte a trentuno effettive, che si svolsero tra ottobre 2010 e settembre 2011 nelle Americhe.

## Calendario

### Ottobre 2010
| Data  | Prova                                        | Cat. | Vincitore      | Squadra |
| ----- | -------------------------------------------- | ---- | -------------- | ------- |
| 16-24 | Tour do Brasil Volta Ciclística de São Paulo | 2.2  | Gregory Panizo | -       |
| 20-31 | Vuelta a Guatemala                           | 2.2  | Giovanny Báez  | Une-EPM |

### Novembre 2010
| Data  | Prova             | Cat. | Vincitore   | Squadra                     |
| ----- | ----------------- | ---- | ----------- | --------------------------- |
| 7-11  | Vuelta a Bolivia  | 2.2  | Oscar Soliz | EBSA                        |
| 19-22 | Vuelta al Ecuador | 2.2  | Byron Guamá | Burgos 2016-Castilla y León |

### Dicembre 2010
| Data  | Prova                                       | Cat. | Vincitore              | Squadra                          |
| ----- | ------------------------------------------- | ---- | ---------------------- | -------------------------------- |
| 2-5   | Vuelta Ciclistica Bicentenario del Paraguay | 2.2  | Luis Martinez Martinez | Equipo Porongos                  |
| 17-29 | Vuelta Ciclista a Costa Rica                | 2.2  | Juan Carlos Rojas      | Junta de Protección Social-Giant |

### Gennaio
| Data  | Prova             | Cat. | Vincitore       | Squadra            |
| ----- | ----------------- | ---- | --------------- | ------------------ |
| 12-23 | Vuelta al Táchira | 2.2  | Manuel Medina   | Gobierno Del Zulia |
| 17-23 | Tour de San Luis  | 2.1  | Marco Arriagada | Cile               |
| 27-6  | Vuelta a Chile    | 2.2  | Gonzalo Garrido |                    |

### Febbraio
| Data  | Prova                                    | Cat. | Vincitore | Squadra   |
| ----- | ---------------------------------------- | ---- | --------- | --------- |
| 20-27 | Vuelta Ciclística Independencia Nacional | 2.2  | Tomás Gil | Venezuela |

### Marzo
| Data  | Prova                         | Cat. | Vincitore     | Squadra                               |
| ----- | ----------------------------- | ---- | ------------- | ------------------------------------- |
| 8-13  | Rutas de América              | 2.2  | Jorge Soto    | Club Porongos                         |
| 15-19 | Giro do Interior de Sao Paulo | 2.2  | Flavio Reblin | São Lucas/Giant/Cicloravena/Americana |

### Aprile
| Data  | Prova                                            | Cat. | Vincitore           | Squadra                                |
| ----- | ------------------------------------------------ | ---- | ------------------- | -------------------------------------- |
| 10-17 | Vuelta Mexico                                    | 2.2  | Annullata           |                                        |
| 13-17 | Volta Ciclistica Internacional de Gravatai       | 2.2  | Renato Seabra       | Clube de Ciclismo DataRo-Foz do Iguaçu |
| 15-24 | Vuelta Ciclista al Uruguay                       | 2.2  | Ivan Mauricio Casas | Boyacá Orgul. America                  |
| 20-24 | Volta Ciclistica Internacional de Santa Catarina | 2.2  | Annullata           |                                        |

### Maggio
| Data  | Prova                                                    | Cat. | Vincitore          | Squadra         |
| ----- | -------------------------------------------------------- | ---- | ------------------ | --------------- |
| 5     | Campionati panamericani-Cronometro                       | CC   | Leondro Carlos     | Argentina       |
| 8     | Campionati panamericani-Corsa in linea                   | CC   | Gregory Panizo     | Brasile         |
| 14    | Aniversario De La Federacion Venezolana                  | 1.2  | Angel Pulgar       |                 |
| 15    | Copa Federacion venezolana de ciclismo corre por la vida | 1.2  | Miguel Ubeto       |                 |
| 15-22 | Tour of California                                       | 2.HC | Christopher Horner | Team RadioShack |

### Giugno
| Data  | Prova                                    | Cat.   | Vincitore               | Squadra                      |
| ----- | ---------------------------------------- | ------ | ----------------------- | ---------------------------- |
| 1-5   | Volta Ciclistica internacional do Paraná | 2.2    | Annullata               |                              |
| 2-5   | Coupe des Nations Ville de Saguenay      | 2.Ncup | Christopher Juul Jensen | Glud & Marstrand-LRØ         |
| 5     | Clásico San Antonio de Padua Guayama     | 1.2    | Annullata               |                              |
| 5     | Philadelphia International Championship  | 1.HC   | Alex Rasmussen          | HTC-Highroad                 |
| 12-26 | Vuelta a Colombia                        | 2.2    | Félix Cárdenas          | GW Shimano-Chec-Edeq-Envia   |
| 14-19 | Tour de Beauce                           | 2.2    | Francisco Mancebo       | Realcyclist.com Cycling Team |

### Luglio
| Data  | Prova                                     | Cat. | Vincitore         | Squadra |
| ----- | ----------------------------------------- | ---- | ----------------- | ------- |
| 9     | Prova Ciclistica 9 de Julho               | 1.2  | Annullata         |         |
| 9-17  | Tour cycliste International de Martinique | 2.2  | Guillaume Malle   |         |
| 13-24 | Vuelta a Venezuela                        | 2.2  | Pedro Gutiérrez   |         |
| 27-31 | Tour do Rio                               | 2.2  | Juan Pablo Suarez | EPM-UNE |

### Agosto
| Data  | Prova                                        | Cat. | Vincitore          | Squadra           |
| ----- | -------------------------------------------- | ---- | ------------------ | ----------------- |
| 5-7   | Tour of Elk Grove                            | 2.2  | Luis Romero Amaran | Jamis-Sutter Home |
| 5-14  | Tour Cycliste International de la Guadeloupe | 2.2  | Boris Carene       | Gwada Bikers 118  |
| 9-14  | Tour of Utah                                 | 2.1  | Levi Leipheimer    | Team RadioShack   |
| 22-28 | USA Pro Cycling Challenge                    | 2.1  | Levi Leipheimer    | Team RadioShack   |

### Settembre
| Data | Prova              | Cat. | Vincitore | Squadra                  |
| ---- | ------------------ | ---- | --------- | ------------------------ |
| 17   | Univest Grand Prix | 1.2  | Ryan Roth | Spidertech-Planet Energy |

## Classifiche
Aggiornate all'8 ottobre 2011.
| Pos. | Corridore         | Squadra        | Punti |
| ---- | ----------------- | -------------- | ----- |
| 1    | Miguel Ubeto      |                | 180   |
| 2    | Gregory Panizo    | Clube Dataro   | 179   |
| 3    | Sergio Henao      | Gob. Antioquia | 151   |
| 4    | Manuel Medina     |                | 144   |
| 5    | Juan Pablo Suárez | Epm-Une        | 135   |
| 6    | Gonzalo Garrido   |                | 128   |
| 7    | Renato Seabra     | Clube Dataro   | 123   |
| 8    | Jorge Soto Perera |                | 110   |
| 9    | Juan Carlos Rojas |                | 109   |
| 10   | Marco Arriagada   |                | 108   |

| Pos. | Squadra                      | Punti |
| ---- | ---------------------------- | ----- |
| 1    | Epm-Une                      | 371   |
| 2    | Clube Dataro-Foz do Iguacu   | 360   |
| 3    | Movistar Team                | 354   |
| 4    | Funvic-Pindamonhangaba       | 309   |
| 5    | Gobernación de Antioquia     | 286   |
| 6    | Team SpiderTech              | 218   |
| 7    | UnitedHealthcare Pro Cycling | 153   |
| 8    | Androni Giocattoli-C.I.P.I.  | 150   |
| 9    | Jamis-Sutter Home            | 144   |
| 10   | Chipotle Development Team    | 121   |

| Pos. | Nazione     | Punti   |
| ---- | ----------- | ------- |
| 1    | Colombia    | 1 808,2 |
| 2    | Venezuela   | 914,2   |
| 3    | Brasile     | 696     |
| 4    | Argentina   | 598,67  |
| 5    | Canada      | 571,25  |
| 6    | Stati Uniti | 475     |
| 7    | Uruguay     | 422     |
| 8    | Cile        | 408     |
| 9    | Cuba        | 281     |
| 10   | Costa Rica  | 248     |